# Piotr Liziukow
Piotr Iljicz Liziukow (ros. Пётр Ильич Лизюков; ur. 20 stycznia?/2 lutego 1909 w Homlu, zm. 30 stycznia 1945 w pobliżu Królewca) – radziecki wojskowy, pułkownik, uhonorowany pośmiertnie tytułem Bohatera Związku Radzieckiego (1945).

## Życiorys
Urodził się w rodzinie rosyjskiego nauczyciela, był młodszym bratem generała majora Aleksandra Liziukowa. W 1927 skończył 9-letnią szkołę w Czeczersku, pracował w zakładach radiowych w Homlu, od 1929 służył w Armii Czerwonej. W 1931 skończył 1 Leningradzką Szkołę Artylerii i został skierowany do miasta Klińce (obwód briański) jako dowódca plutonu w 37 pułku artylerii, później od 1936 do 1939 w Kursku był dowódcą baterii. Był członkiem biura organizacji komsomolskiej brygady artylerii i deputowanym do rady rejonowej w Kursku, w 1943 został przyjęty do WKP(b). W 1940 został dowódcą dywizjonu artylerii, a w 1941 szefem sztabu pułku artylerii i od 22 czerwca 1941 uczestniczył w wojnie z Niemcami, początkowo w Sokalu, później w dalszych walkach obronnych na Ukraińskiej SRR. Na początku 1942 mianowano go dowódcą 651 pułku artylerii 69 Brygady Artylerii Lekkiej na Froncie Południowo-Zachodnim, brał udział w bitwie pod Stalingradem, później organizował 46 Brygadę Artylerii Przeciwpancernej, którą następnie dowodził i 1 maja 1944 został z nią skierowany na Front Leningradzki. W czerwcu 1944 brał udział w walkach o Wyborg i o przerwanie blokady Leningradu, później w walkach w krajach bałtyckich, m.in. o Tallinn i Rygę. Dowodzona przez niego brygada otrzymała miano Leningradzkiej. Latem 1944 został skierowany do walki w rejon Suwałk. Później jako dowódca 46 Leningradzkiej Brygady Artylerii Przeciwpancernej 36 Gwardyjskiego Korpusu 11 Gwardyjskiej Armii 3 Frontu Białoruskiego uczestniczył w walkach w Prusach Wschodnich, w tym w pobliżu Królewca. 30 stycznia 1945 zginął podczas odpierania kontrataku niemieckich czołgów i piechoty. Został pochowany w miejscowości Uszakowe w rejonie gurjewskim w obwodzie królewieckim.

## Odznaczenia
- Złota Gwiazda Bohatera Związku Radzieckiego (pośmiertnie, 19 kwietnia 1945)
- Order Lenina (pośmiertnie, 19 kwietnia 1945)
- Order Czerwonego Sztandaru (dwukrotnie)
- Order Kutuzowa II klasy
- Order Wojny Ojczyźnianej I klasy
- Order Wojny Ojczyźnianej II klasy
- Order „Znak Honoru”